# Budal
Budal je priimek v Sloveniji, ki ga je po podatkih Statističnega urada Republike Slovenije na dan 1. januarja 2010 uporabljalo 33 oseb in je med vsemi priimki po pogostosti uporabe uvrščen na 9.793. mesto.

## Znani nosilci priimka
- Andrej Budal (1889—1972), pesnik, pisatelj, prevajalec, publicist, politik
- Gregor Budal, glasbenik
- Lučana Budal (*1952), pedagoginja in kulturna delavka v zamejstvu